# 市川準
市川準（1948年11月25日—2008年9月19日），日本電影導演與電視廣告導演。他本名市川純，出身於日本東京都府中市。一開始是電視廣告導演，後來在1987年開始拍攝《醜女》（BU・SU）之後就成為電影導演，並努力將廣泛的議題放入其許多作品之中。他最有名的作品是改編於村上春樹小說作品的《東尼瀧谷》（2004年發行）。
2008年9月18日晚，市川準在用膳期間突然暈倒，送院搶救無效，延至2008年9月19日凌晨，市川準因腦出血逝世，終年59歲。

## 生平
市川準於聖保祿學園高等學校（聖パウロ学園高等学校）畢業之後，以畫家為志向地反覆參加東京藝術大學美術學部繪畫科的入學考試。1975年加入電視廣告製作公司成為電視廣告演出家，1981年離開公司之後就獨立的運作，1983年創立市川準事務所。他著名的電視廣告作品包括〈禁菸廣告〉（禁煙パイポ）、〈Gun TENCE〉（タンスにゴン，金鳥）、〈荏原烤肉醬〉（エバラ焼肉のたれ）、〈養樂多Tough Man〉（ヤクルトタフマン）、〈DODA〉（デューダ）等等。
1987年10月首次執導電影，是由富田靖子主演的《醜女》（BU・SU）。

## 導演作品
|    | 名稱                                                       | 製作年份 | 兼任     |
| -- | ---------------------------------------------------------- | -------- | -------- |
| 1  | 醜女（BU・SU）                                             | 1987     |          |
| 2  | 會社物語（会社物語 MEMORIES OF YOU）                       | 1988     | 劇本編劇 |
| 3  | 失去童年的時代（ノーライフキング，Nolifeking）             | 1989     |          |
| 4  | 鶇（つぐみ）                                               | 1990     | 劇本編劇 |
| 5  | 寒暄（ご挨拶）                                             | 1991     | 劇本編劇 |
| 6  | 在醫院死去（病院で死ぬということ，或譯為人生的最後一堂課） | 1993     | 劇本編劇 |
| 7  | 蛋捲（クレープ）                                           | 1993     | 劇本編劇 |
| 8  | きっと、来るさ                                             | 1993     | 劇本編劇 |
| 9  | 東京兄妹                                                   | 1995     |          |
| 10 | 常盤莊的青春（トキワ荘の青春）                             | 1996     | 劇本編劇 |
| 11 | 東京夜曲                                                   | 1997     | 原案     |
| 12 | たどんとちくわ                                             | 1998     | 脚色     |
| 13 | 大阪物語                                                   | 1999     |          |
| 14 | ざわざわ下北沢                                             | 2000     |          |
| 15 | 東京金盞花（東京マリーゴールド）                           | 2001     | 劇本編劇 |
| 16 | 坂本龍馬，他的妻子和她的情人（竜馬の妻とその夫と愛人）     | 2002     |          |
| 17 | 東尼瀧谷                                                   | 2004     | 劇本編劇 |
| 18 | あおげば尊し                                               | 2005     | 劇本編劇 |
| 19 | 春、バーニーズで（WOWOW/ＴＶＭ）                           | 2006     | 劇本編劇 |
| 20 | 創造明日的我（あしたの私のつくり方，或譯為未來之我製作法） | 2007     |          |
| 21 | buy a suit（buy a suit スーツを買う）                      | 2008     |          |
| 22 | 東京圖景詞集（TOKYOレンダリング詞集）                      | 2009     |          |

## CM
- 1983年『強森懷特・除雪車』
- 1991年『金鳥 權・自行車篇』
- 1992年『抹布・雙胞胎的奶奶篇』
- 2009年『高橋酒造 白岳城・時代劇篇、偵探篇』

## 演出作品
- 《陽光家園》（晴れた家）：2005年。《東尼瀧谷》的製作電影。

## 獲獎經歷
- 1985年：坎城國際廣告節（Cannes Lions International Advertising Festival）金獎[1]。
- 1991年：《鶇》（つぐみ）
  - 第15屆報知電影賞導演獎[2]。
  - 第45屆每日電影獎導演獎[3]。
- 1995年：《東京兄妹》
  - 第45屆柏林影展國際評論家聯盟獎[4][5]。
  - 藝術選獎（芸術選奨）「文部大臣賞」電影部門。
- 1997年：《東京夜曲》
  - 第12屆高崎電影節（高崎映画祭）導演獎[6]。
  - 第21屆蒙特婁世界電影節（Festival des Films du Monde de Montréal）最佳導演獎[5]。
- 2004年：《東尼瀧谷》
  - 第57屆盧卡諾影展（Festival internazionale del film Locarno）評審特別獎[5]、國際影評人協會費比西獎、青年評審獎[4]。

## 外部連結
- （英文）市川準在互联网电影资料库（IMDb）上的資料（英文）
- （日語）市川準 （页面存档备份，存于） 於日本電影資料庫（日本映画データベース）